# TRAMP-комплекс
TRAMP-комплекс (англ. Trf4/Air2/Mtr4p Polyadenylation complex) — мультибелковый комплекс, который состоит из РНК хеликазы (Mtr4/Dob1), поли(A) полимеразы (Trf4 или Trf5) и белка типа цинковый кулачок (Air1 или Air2). Комплекс TRAMP взаимодействует с комплексом экзососмы в ядре эукариотической клетки и участвует в 3'-концевом процессинге и деградации рибосомальной РНК и малых ядрышковых РНК
Исходно открытый в дрожжах Saccharomyces cerevisiae, комплекс TRAMP пришивает короткие последовательности из 4-5 аденозинов к концу РНК, в результате чего они разрушаются экзосомой. Таким образом, TRAMP избавляет клетку от некодирующих транскриптов, сгенерированных  РНК-полимеразой II, а также участвует в биогенезе и круговороте кодирующих и некодирующих РНК.